# Контрасти (фестиваль)
Контрасти — міжнародний фестиваль сучасної музики, що проводиться у Львові щорічно з 1995 року. Концепція фестивалю спрямована на представлення «сучасної української музики в контексті світової» і «розкриття різноманіття сучасних форм, стилів, жанрів та інтерпретацій». Фестиваль, як правило, проходить у вересні-жовтні. Поряд із такими фестивалями, як «Два дні й дві ночі нової музики», «Київ Музик Фест» та інші, «Контрасти» є одним з провідних фестивалів сучасної класичної музики в Україні.
На початках існування фестивалю його концепція була зосереджена на авангардній і експериментальній музиці (взірцем для організаторів була «Варшавська осінь»), проте з часом концепція стала менш радикальною. В останні роки відбувається повернення експериментального вектора фестивалю.
Засновниками «Контрастів» є диригент Роман Ревакович, композитор Юрій Ланюк і музикознавець Ярема Якубяк. До мистецької ради входили також Мирослав Скорик (голова) та Олександр Щетинський. Директором фестивалю є Володимир Сивохіп.
Програма «Контрастів» включає твори сучасних композиторів, зокрема прем'єри, а також класику XX сторіччя і минулих епох. Деякі концерти будуються на зіставленні «старої» музики з «новою», коли в рамках одного концерту можуть звучати твори епохи бароко чи класицизму і музика сучасних композиторів. Серед відомих учасників фестивалю:  Кшиштоф Пендерецький (1996, 1999), Гія Канчелі (2014), Арво Пярт (2001), Софія Губайдуліна (2012), Зигмунд Краузе (2008), Саулюс Сондецкіс (2006), Леонід Грабовський (2010), Богуслав Шеффер (2005), Ельжбєта Сікора (2011) та інші.